# Po nás potopa

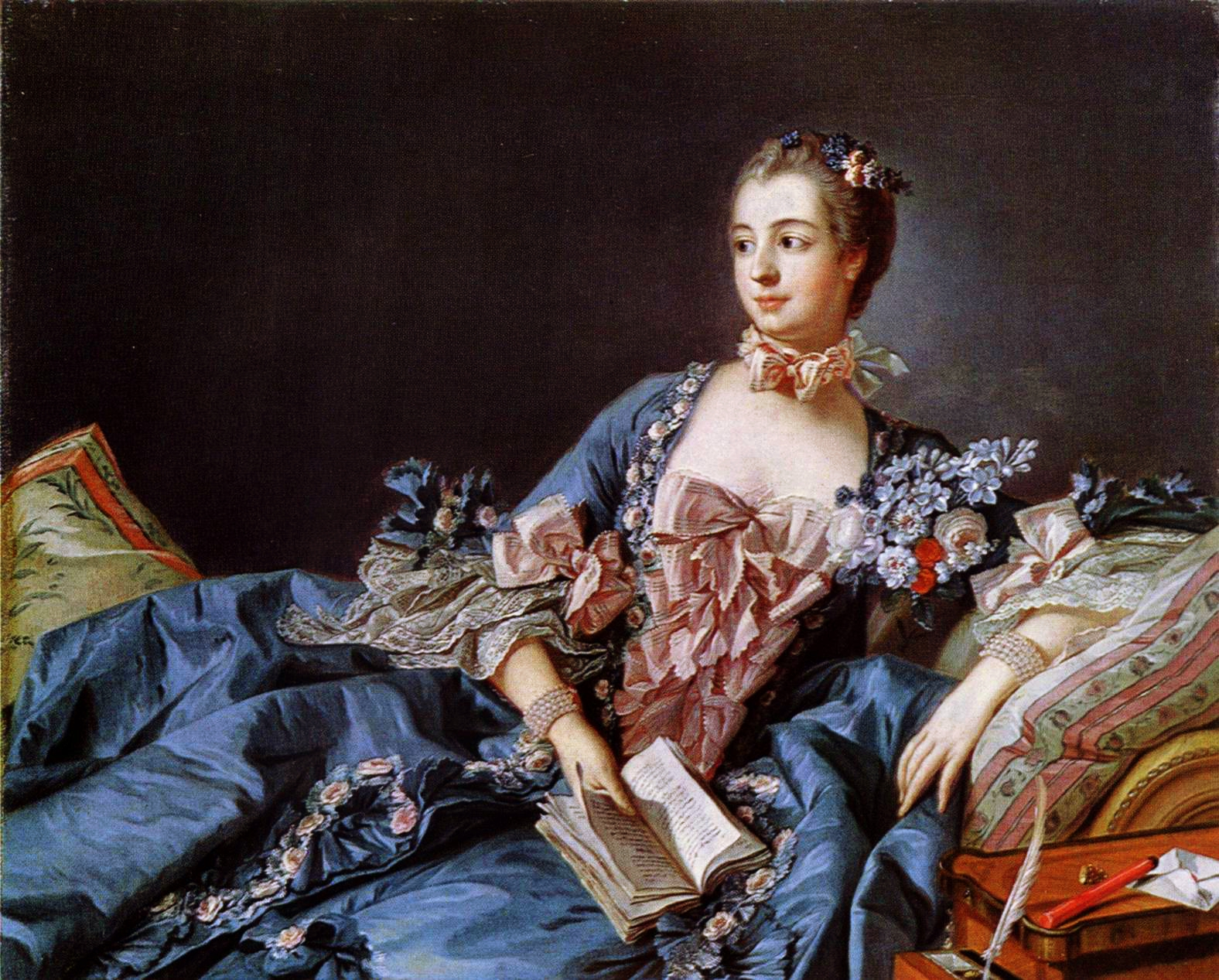
Portrét Madame de Pompadour, autor francouzský malíř François Boucher (1703–1770), olej 36×44 cm z roku 1750

Po nás potopa! je ustálené slovní spojení, které vešlo do slovníku jako rčení. Používá se pro vyjádření nevhodného až bezohledného, „krátkozrakého“ vztahu k budoucnosti.

## Původ rčení
Král Francie Ludvík XV. se po vojenských porážkách a po zprávě o velkém státním dluhu své země rozhodl na čas zříci života ve světě radovánek, hostin a plesů. Jedna verze vzniku tohoto rčení uvádí jako autorku královu oficiální milenku a důvěrnici Madame de Pompadour, která byla téměř „ženským státním ministrem a poradcem“. Markýza de Pompadour (rodným jménem Jeanne-Antonietta Poisson) prý Ludvíka XV. utěšovala slovy: „Nač se tím budete zatěžovat, ještě z toho onemocníte. Po nás potopa!“ Podle druhé verze měl rčení vyslovit sám Ludvík XV.: „Já svět nepředělám. Můj následovník ať se s tím vyrovná. Po mně potopa!“. První verzi podpořil malíř La Tour, který prý slyšel královu milenku Madame Pompadour: „Nač se tím budete zatěžovat, ještě z toho onemocníte. Po nás potopa!“
Král Ludvík XV. tedy dále trpěl rozmařilost dvora a zastával názor, ať problémy řeší jeho následovník. Zámek Versailles se v polovině 18. století dál utápěl ve zlatě a zábavách.

### Odkaz v kultuře
| „                                            | … Mám za přátele marnotratné muže. Z nás každý rád svou hřivnu zakopá. My do vlasů svých vplétáme si růže, a po nás – což! ať přijde potopa! | “ |
| — František Gellner: Po nás ať přijde potopa | |   |